# Carina Görlin
Ingrid Carina Görlin (* 17. Februar 1963 in Borlänge) ist eine ehemalige schwedische Skilangläuferin.

## Werdegang
Görlin, die für den Sollefteå SK und den Hudiksvalls IF startete, holte im März 1986 mit der Staffel in Oslo ihren einzigen Weltcupsieg und errang jeweils mit der Staffel im Januar 1988 in Leningrad den dritten Platz und im Dezember 1988 in Davos den zweiten Platz. Bei den nordischen Skiweltmeisterschaften 1989 in Lahti lief sie auf den 29. Platz über 10 km klassisch. Im Februar 1991 holte sie bei den nordischen Skiweltmeisterschaften im Val di Fiemme mit dem 14. Platz und dem zehnten Rang über 5 km klassisch ihre ersten Weltcuppunkte. Zudem wurde sie dort Sechste mit der Staffel und erreichte zum Saisonende mit dem 25. Platz im Gesamtweltcup ihr bestes Gesamtergebnis. Im folgenden Jahr kam sie bei den Olympischen Winterspielen in Albertville jeweils auf den 23. Platz über 15 km klassisch und in der Verfolgung, auf den 14. Rang über 5 km klassisch und zusammen mit Magdalena Wallin, Karin Säterkvist und Marie-Helene Westin auf den siebten Platz in der Staffel. Ihre besten Resultate bei den nordischen Skiweltmeisterschaften 1993 in Falun waren der 12. Platz über 15 km klassisch und der sechste Rang mit der Staffel. Bei den schwedischen Meisterschaften siegte sie im Jahr 1986 mit der Staffel von Sollefteå SK und 1991 und 1992 mit der Staffel von Hudiksvalls IF. Im Jahr 1993 gewann sie den Tjejvasan.

## Teilnahmen an Weltmeisterschaften und Olympischen Winterspielen

### Olympische Spiele
- 1992 Albertville: 7. Platz Staffel, 14. Platz 5 km klassisch, 23. Platz 15 km klassisch, 23. Platz 10 km Verfolgung

### Nordische Skiweltmeisterschaften
- 1989 Lahti: 29. Platz 10 km klassisch
- 1991 Val di Fiemme: 6. Platz Staffel, 10. Platz 15 km klassisch, 14. Platz 5 km klassisch
- 1993 Falun: 6. Platz Staffel, 12. Platz 15 km klassisch, 17. Platz 5 km klassisch, 33. Platz 10 km Verfolgung

## Weltcup-Gesamtplatzierungen
| Saison  | Platz | Punkte |
| ------- | ----- | ------ |
| 1990/91 | 25.   | 12     |
| 1991/92 | 36.   | 6      |
| 1992/93 | 31.   | 55     |